# Tenaga rhenania
Tenaga rhenania är en fjärilsart som beskrevs av Petersen 1962. Tenaga rhenania ingår i släktet Tenaga och familjen äkta malar.
Artens utbredningsområde är Tyskland. Inga underarter finns listade i Catalogue of Life.